# WWE 2K22
WWE 2K22 é um videojogo de simulação de esportes profissional de luta livre desenvolvido pela Visual Concepts e publicado pela 2K Sports. É a vigésima segunda parcela geral da série de videogames baseada na WWE, o nono jogo sob a bandeira WWE 2K, e o sucessor do WWE 2K20 de 2019. Foi lançado em 11 de março de 2022 para Microsoft Windows, PlayStation 4, PlayStation 5, Xbox One e Xbox Series X/S.

## Jogabilidade
O MyCareer do WWE 2K foi renomeado como MyRISE e focado em histórias separadas para superstars masculinos e femininos. Usando superestrelas criadas, os jogadores podem formar alianças, fazer inimigos e se ramificar em subtramas com base nas escolhas dos jogadores.
O 2K Showcase Mode retornou como Showcase, apresentando o superstar da capa Rey Mysterio, permitindo que os jogadores joguem os maiores momentos de sua carreira na WWE. O modo 2K Showcase incorporou novos recursos e atualizações. Ao progredir, os jogadores podem desbloquear novos personagens, trajes e arenas. No IGN Fan Fest 2022, um gameplay da partida entre Rey Mysterio e Dolph Ziggler no SummerSlam 2009 apresentou um método de transição entre ação in-game para ação em tempo real, usando áudio in-game e arquivado, ao contrário dos jogos anteriores. O jogo também apresenta um novo modo chamado MyFACTION. Nele, os jogadores podem construir um estábulo de luta livre coletando, gerenciando e atualizando WWE Superstars com atualizações regulares e eventos semanais. MyFACTION apresenta cartas de jogadores de toda a história da WWE.
O Modo Universo (Universe Mode) retornou com várias atualizações, incluindo a capacidade de alterar os ângulos da câmera enquanto assistia a partidas. Outros novos recursos incluem jogar exclusivamente como um único superstar, concentrando-se apenas em suas partidas e histórias. MyGM, anteriormente conhecido como GM Mode, retornou à série pela primeira vez desde o WWE SmackDown vs. Raw 2008. Os jogadores podem escolher entre Sonya Deville, Adam Pearce, William Regal, Shane McMahon, Stephanie McMahon, ou um personagem personalizado para assumir o controle de uma das quatro marcas da WWE: Raw, SmackDown, NXT ou NXT UK. Os jogadores podem agendar shows de luta livre em ginásios do ensino médio e no horário nobre da televisão, recrutar superestrelas, gerenciar contratos e controlar custos, enquanto tentam criar a principal marca da WWE.
As criações da comunidade no pacote de criação têm suporte entre plataformas para usuários conectados a uma conta 2K verificada. Imagens personalizadas também podem ser usadas em telas de seleção de personagens, permitindo que o jogador coloque sua(s) própria(s) foto(s) na tela.

## Desenvolvimento
Depois que o WWE 2K20 recebeu uma recepção negativa de críticos e fãs, o produtor executivo da franquia WWE 2K, Patrick Gilmore, prometeu que o título dependeria mais da qualidade do jogo. O jogo foi anunciado oficialmente após um teaser trailer, com Cesaro e Rey Mysterio, exibido durante a WrestleMania 37 em abril de 2021, com o slogan "Hit Different". O anúncio veio quase um ano depois que a 2K Sports cancelou um título planejado da WWE 2K21.
Durante o episódio do SmackDown de 23 de julho de 2021, o comentarista Michael Cole revelou que o WWE 2K22 apresentaria um mecanismo de jogo reconstruído e controles mais suaves; isso foi posteriormente confirmado por fontes próximas a 2K. O segundo trailer foi ao ar durante o SummerSlam em agosto de 2021, anunciando uma data de lançamento em março de 2022.
Em 18 de novembro de 2021, um trailer "Hit List" foi lançado, destacando dez recursos específicos, enfatizando o slogan do jogo. No trailer, foi revelado que o GM Mode (chamado MyGM) retornaria à série pela primeira vez desde o WWE SmackDown vs. Raw 2008, e que o jogo apresentaria controles de jogabilidade redesenhados.
Em 23 de fevereiro de 2022, o cantor Machine Gun Kelly foi anunciado como o produtor executivo oficial, acompanhado de um pequeno trailer que envolvia Kelly e a lenda da WWE The Undertaker. A trilha sonora básica inclui músicas de artistas como Machine Gun Kelly, YUNGBLUD, Bert McCracken, Wu-Tang Clan, KennyHoopla, Motörhead, Poppy, Royal Blood, Bring Me The Horizon, The Weeknd, Turnstile, Asking Alexandria e Bad Bunny.

## Lançamento
Em 20 de janeiro de 2022, um trailer oficial do jogo foi lançado juntamente com a data de lançamento oficial de 11 de março de 2022. Rey Mysterio foi anunciado como a principal estrela da capa das edições Deluxe e Standard.
O jogo tem três edições oficiais: a edição "nWo 4-Life", a edição "Deluxe" e a edição "Standard". As edições "nWo 4-Life" e "Deluxe" foram lançadas em 8 de março, três dias antes do lançamento da edição "Standard" em 11 de março.

### Conteúdo pós-lançamento
Os pacotes de DLC estão disponíveis através do Passe de Temporada, bem como disponíveis para compra individual. O primeiro pacote de DLC é o Banzai Pack lançado em 26 de abril de 2022 e inclui Yokozuna, Umaga, Rikishi, Omos e Kacy Catanzaro. Em 17 de maio de 2022, foi lançado o Most Wanted Pack, que adiciona Cactus Jack, The Boogeyman, Vader, Ilja Dragunov e Indi Hartwell. Em 7 de junho de 2022, o Stand Back Pack foi lançado adicionando The Hurricane, Stacy Keibler, A-Kid e Wes Lee (Nash Carter estava programado para estar no pacote, mas foi cortado quando foi liberado da WWE no início de abril.). Em 28 de junho de 2022, o Clowning Around Pack será lançado adicionando Doink the Clown, Ronda Rousey, The British Bulldog, Mr. T, Doudrop e Rick Boogs. O pacote final será lançado em 19 de julho de 2022 e será nomeado The Whole Dam Pack, incluindo Rob Van Dam, Logan Paul, Machine Gun Kelly, LA Knight, Xia Li, Commander Azeez e Sarray. Além disso, tanto o Undertaker Immortal Pack lançado anteriormente apenas como pré-venda, quanto o nWo 4-Life DLC foram lançados como pacotes de DLC autônomos adicionais.
A arena NXT 2.0, juntamente com várias novas partes de criação de superestrelas, foram adicionadas como DLC gratuito através do patch 1.09.
Várias superestars inéditas do MyRise, juntamente com novas peças adicionais para criar uma superstar (superestrela), foram adicionadas como outro DLC gratuito através do patch 1.12.[carece de fontes?]
WWE 2K22 recebeu "críticas geralmente favoráveis" para as versões PlayStation 4, PlayStation 5 e Xbox Series X/S e "críticas mistas ou médias" para a versão do Microsoft Windows, de acordo com o agregador de críticas Metacritic baseado em cinco, 58, 27 e 11 comentários, respectivamente.[carece de fontes?]

### Vendas
WWE 2K22 estreia como número 2 na tabela de vendas digitais no Reino Unido, ultrapassando o Gran Turismo 7 da Sony. As vendas de lançamento digital também foram 390% maiores do que WWE 2K20, e as vendas gerais foram o dobro da edição anterior.